# Fandango!
Pour les articles homonymes, voir Fandango (homonymie).
Albums de ZZ Top
Tres Hombres
(1973) Tejas
(1976)
Singles
1. Tush
Sortie : Juillet 1975

Fandango! est le quatrième album du groupe de blues rock américain ZZ Top, sorti en 1975. La moitié des morceaux composant l'album sont issus d'enregistrement live, et l'autre moitié sont des nouveaux morceaux enregistrés en studio. Une version remastérisée et agrémentée de 3 nouveaux titres est sortie le 28 février 2006.

## Historique
Les trois morceaux de la première ont été enregistrés lors du concert du 12 avril 1974 dans la salle The Warehouse de la La Nouvelle-Orléans, « enregistré tels qu'ils ont été présentés, spontanés et honnêtes, sans retouche studio. ». La deuxième face contient des nouveaux titres qui ont été enregistrés entre le 30 décembre 1974 et le 23 mars 1975 aux Ardent Studio de Memphis, Tennessee. Les morceaux 10 à 12, provenant du  concert donné au Capitol Theatre de Passaic, New Jersey, le 30 août 1980, sont des bonus de la version de 2006.
Vers la fin des années 1980, une version numérique et remixée est sortie en CD, faisant disparaitre le mix original de 1975. Le remix a été très controversé au sein des fans du groupe, modifiant le son des instruments, notamment celui de la batterie. Cette version remixée a été la seule disponible dans le commerce pendant près de 20 ans. Une version remastérisée et composé de 3 morceaux bonus est sorti le 28 février 2006. Cette édition de 2006 est le premier CD à reprendre le mix original de 1975 réalisé par Terry Manning. L'album est ressorti en 2009 sur un vinyle de 180 grammes, basé sur les cassettes originales. Il semble équivalent en tout point au vinyle original, excepté l'autocollant de Back to vinyl records.
Le nom de l'album, Fandango, provient d'une danse similaire au flamenco.
Il se classa à la 10e place du Billboard 200 aux États-Unis, sera le premier album du groupe classé au Royaume-Uni (60e place) et sera tout en haut des charts canadiens le 20 septembre 1975.

## Singles
Le seul single sorti pour cet album est Tush. Il est arrivé 20e des charts américains du Billboard Hot 100, faisant de Tush le premier single du groupe à atteindre le top 40.

## Liste des titres
Toutes les chansons ont été composées par Billy Gibbons, Dusty Hill et Frank Beard (sauf contre-indications).

### Face A
1. Thunderbird (Live) – 4:08
2. Jailhouse Rock (Jerry Leiber, Mike Stoller) (Live à The Warehouse) – 1:57
3. Backdoor Medley (Live) – 9:25
  - Backdoor Love Affair (Gibbons, Bill Ham) – 1:10
  - Mellow Down Easy (Willie Dixon) – 3:39
  - Backdoor Love Affair No. 2 (Gibbons) – 2:05
  - Long Distance Boogie – 2:32

### Face B
1. Nasty Dogs and Funky Kings – 2:42
2. Blue Jean Blues – 4:43
3. Balinese – 2:39
4. Mexican Blackbird – 3:07
5. Heard it on the X – 2:24
6. Tush – 2:15

### Chansons bonus de la version remasterisé de 2006
1. Heard it on the X (Live)
2. Jailhouse Rock (Live) (Leiber, Stoller)
3. Tush (Live)

## Personnel
- Billy Gibbons – Guitare, chant
- Dusty Hill – Basse, piano, chant
- Frank Beard – Batterie, percussion

## Production
- Producteur – Bill Ham
- Ingénieurs – Jim Reeves, Robin Brians, Terry Kane, Bob Ludwig (mastering), Terry Manning
- Concept de l'album – Bill Ham
- Design – Bill Narum
- Photographie – John Dekalb

## Charts & certifications

### Album
Charts
| Pays                          | Durée du classement | Meilleur classement | Date              |
| ----------------------------- | ------------------- | ------------------- | ----------------- |
| Canada (RPM)                  | 53 semaines         | 1er                 | 20 septembre 1975 |
| États-Unis (Billboard 200)    | 47 semaines         | 10e                 | 13 septembre 1975 |
| Royaume-Uni (UK Albums Chart) | 1 semaine           | 60e                 | 6 juillet 1975    |

Certifications
| Pays       | Certification | Ventes    | Date             |
| ---------- | ------------- | --------- | ---------------- |
| Canada     | Platine       | 100 000 + | 1er juillet 1978 |
| États-Unis | Or            | 500 000 + | 27 juin 1975     |

### Single
| Single | Chart             | Durée du classement | Position | Date              |
| ------ | ----------------- | ------------------- | -------- | ----------------- |
| Tush   | (Hot 100)         | 9 semaines          | 20e      | 6 septembre 1975  |
| Tush   | (RPM Top Singles) | 13 semaines         | 14e      | 13 septembre 1975 |